# فهرست رودخانه‌های استان هرمزگان
استان هرمزگان در منتهی الیه جنوب غربی کوههای زاگرس واقع گردیده فاقد ذخیره برف دائمی است بخش مهمی از آب رودخانه‌های موجود آن نیز بر اثر گرمای زیاد تبخیر شده و پس از طی مسافتی کوتاه، خشک می‌شوند . تعداد دیگری از رودهای این منطقه، به علت عبور از نمک‌زارهای ساحلی یا دشتهای گچی شور شده و به خلیج فارس می‌ریزند، رودخانه‌های عمده استان هرمزگان به دو گروه تقسیم می‌شوند : 
- رودخانه‌های شور که اغلب در غرب استان جریان دارند، مانند رودخانه شور، کل و مهران.
- رودخانه‌هایی که آب شیرین دارند و در شمال و شرق استان جریان دارند، مانند رودخانه گنج، میناب، رودخانه‌های استان که بخشی از کناره‌های آنها دارای جاذبه‌های تفریحی و سیاحتی است، به شرح زیرند :
- رودخانه میناب
- رودخانه کل یا (شور)
- رودخانه شمیل یا (حسن لنگی)
- رودخانه جلابی
- رودخانه جگین
- رودخانه مهران
- رودخانه شور گوده
- رودخانه رویدر
- رودخانه بهمدی (جاسک)
- رودخانه تفرکن(جاسک)